# Örtug

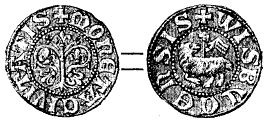
Gutnisk örtug från Visby, slagen under medeltiden.

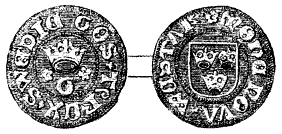
Västeråsörtug, slagen för Gustav Vasa.

Örtug, även ortig, är namnet på en vikt och ett senare infört silvermynt i de skandinaviska länderna under medeltiden och 1500-talet.
Silvermyntet blev först präglat 1370 under Albrekt av Mecklenburg. Myntet vägde då 1,3 gram och bestod till 81 % av silver. Dess värde motsvarade en tredjedels öre.
Med årens lopp blev myntet devalverat: under Erik av Pommerns regering bestod örtugen av 0,88 gram silver; under Kristian I 0,7 gram; och år 1534 endast 0,54 gram silver. Under Gustav Vasas regeringstid (1523–1560) reformerades den svenska valutan. En örtug blev då uppdelad i 12 penningar, och inte 8 som tidigare. 
I senmedeltidens myntsystem var 1 mark=8 öre, 1 öre = 3 örtugar och 1 örtug = 8 penningar. En ko värderades till 1,5 mark och ett dagsverke till 2 penningar. 
Örtugen präglades under åren 1523–1534, 1535–1540 i Stockholm, 1528–1531 i Västerås samt 1589–1591 i Stockholm och Uppsala. Örtugen försvann ur bruk efter 1776 års valutareform.

## Fiktiv valuta
Örtug är det officiella namnet på valutan i konstnären Lars Vilks fiktiva land Ladonien.